# Pertunda
Pertunda é uma divindade menor na mitologia romana. Esta deusa presidia a função do ato de consumação do casamento através do defloramento. A tradição ditava que uma pequena estatueta representando a figura nua da deusa fosse colocada em lugar de destaque na câmara nupcial, o que era um bom augúrio para o novo casal.

Etiamne Pertunda, quae in cubiculis praesto est virginalem scrobem effodientibus maritis? 

Não há também Pertunda que ajuda os maridos a penetrar o hímen na cama?

 (literalmente: abrir o buraco virginal)— (Arnóbio, Adversus Nationes, livro 8)
Foi uma das divindades nupciais (em latim: Dii Nuptiales) mencionada nas Indigitamenta (fórmulas de oração em homenagem às divindades que cuidam da vida humana em todas as suas manifestações).
Suas estátuas eram colocadas nas câmaras nupciais.
Durante a época de Otaviano Augusto, o significado da divindade foi esquecido.